# Oreste Luppi
Oreste Luppi (Roma, 15 luglio 1870 – Milano, 24 febbraio 1952) è stato un basso italiano.
Debuttò nel 1892 a Foligno. Calcò le scene del Teatro alla Scala (dove nel 1900 interpretò il principe Gremin nell'Eugenio Onegin di Čajkovskij), del Teatro Regio di Torino e di vari altri teatri in Italia. Fece anche alcune esibizioni a Covent Garden e al Teatro Colón di Buenos Aires.
Ritiratosi dalle scene, insegnò canto a Milano. Passò gli ultimi anni della sua vita alla Casa di riposo "Giuseppe Verdi", dove poi morì nel 1952.